# Gawareczyzna
Gawareczyzna (ukr. Гавареччина) – wieś na Ukrainie w rejonie złoczowskim obwodu lwowskiego.

## Historia
Pod koniec XIX w. przysiółek wsi Usznia w powiecie złoczowskim.